# Fincantieri

Logotypen

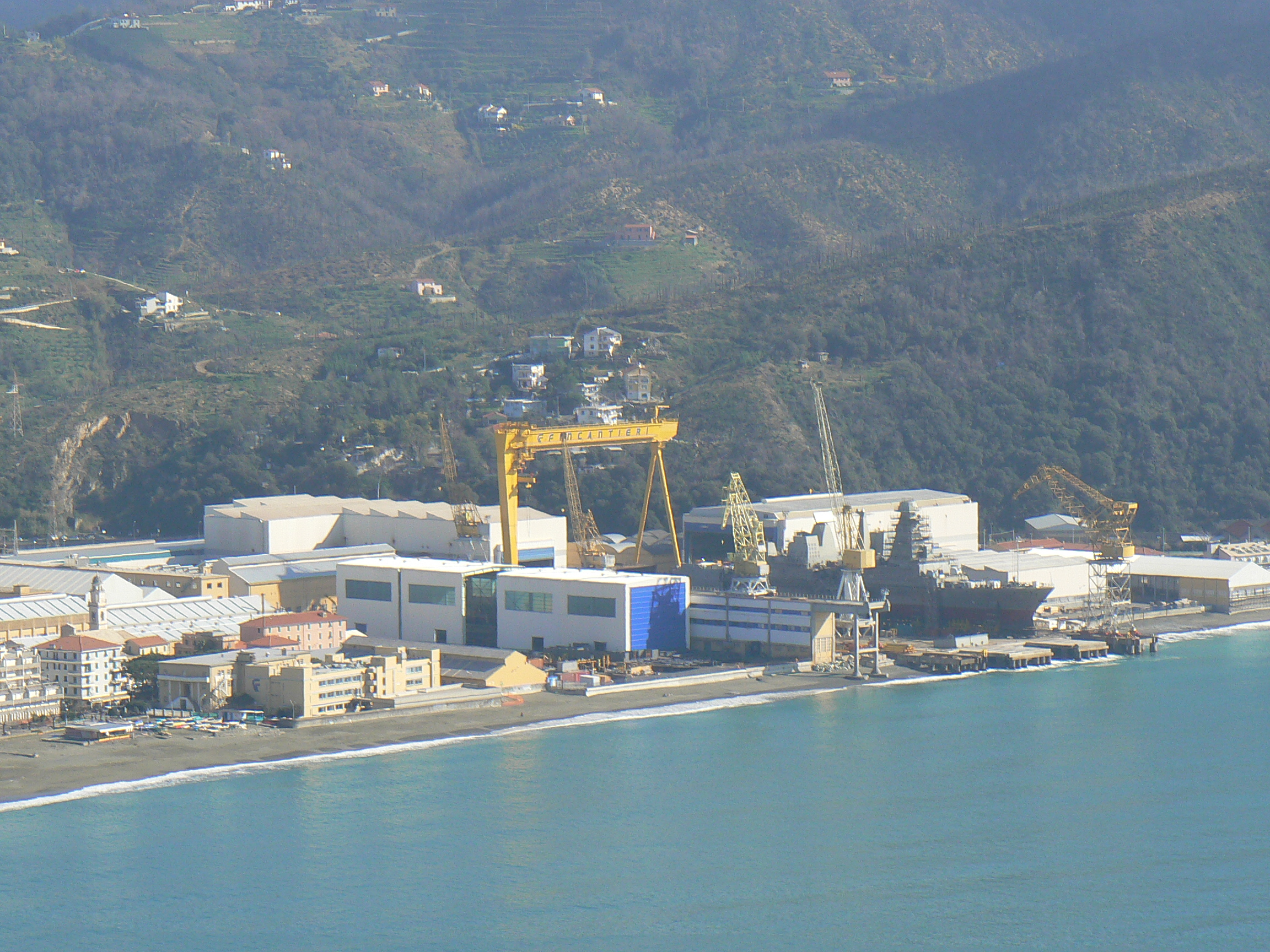
Varvet i Riva Trigoso med jagaren D554 Caio Duilio i torrdockan nära färdigställande.

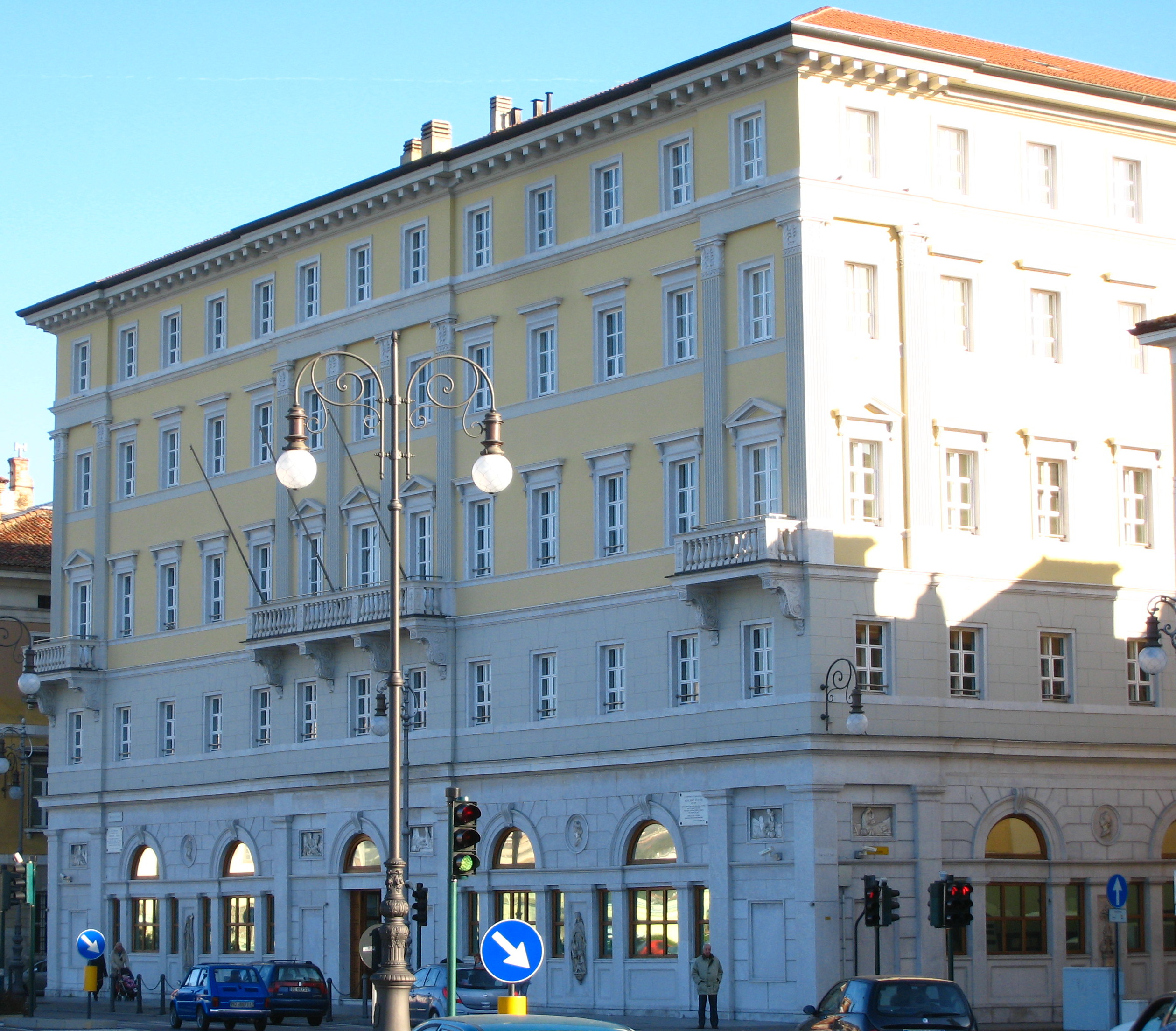
Huvudkontoret i Trieste

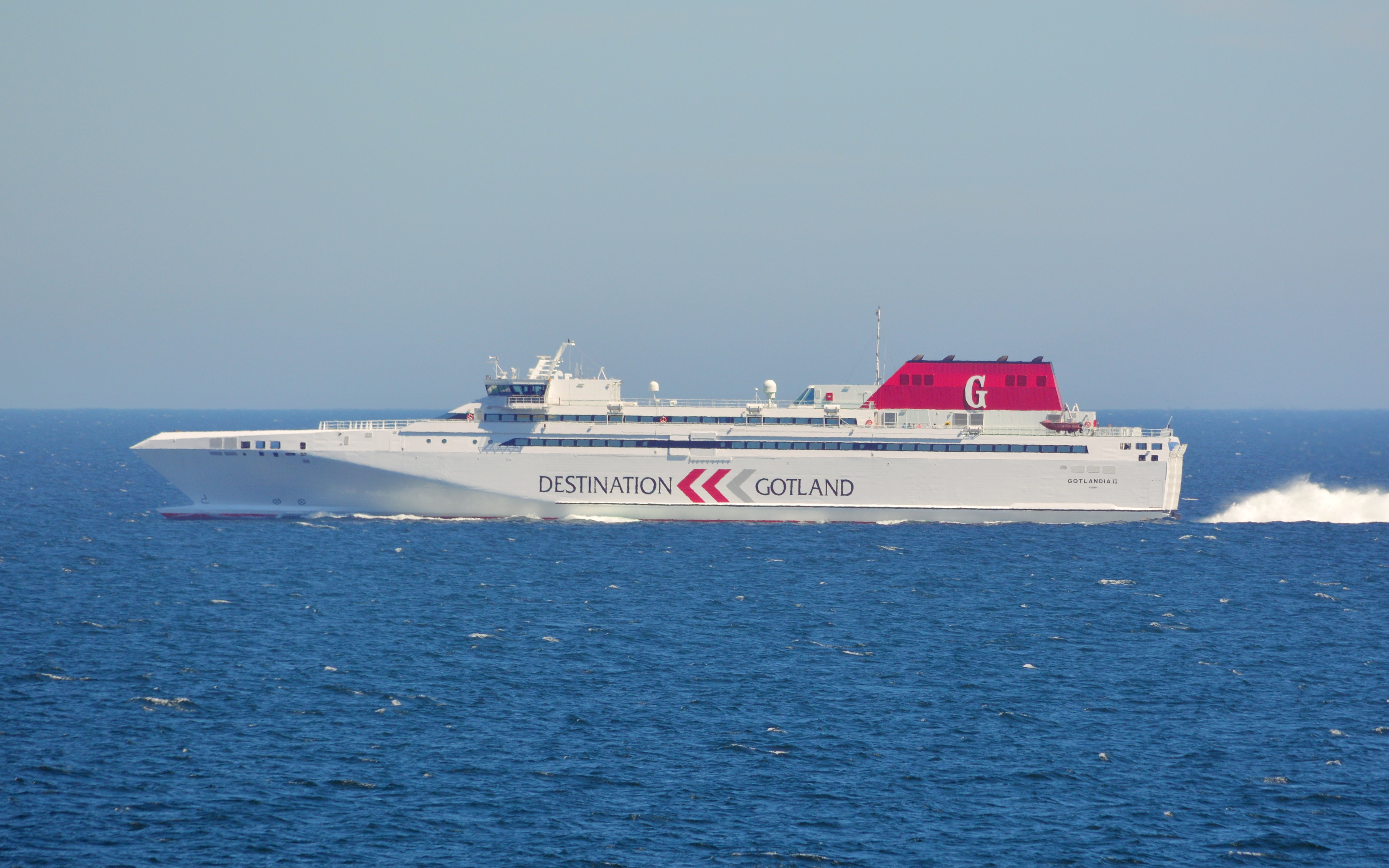
HSC Gotlandia II byggd 2006 för Gotlandsbolaget

Fincantieri - Cantieri Navali Italiani S.p.A. är ett börsnoterat italienskt varvsföretag med huvudkontor Trieste. Bolaget utvecklar och bygger fraktfartyg, passagerarfartyg samt offshore- och krigsfartyg. Bolaget bildades som Società Finanziaria Cantieri Navali – Fincantieri S.p.A. 1959 som en del av det statliga Istituto per la Ricostruzione Industriale. Det blev åter ett eget bolag 1984. Det är majoritetsägt av italienska staten.
Bland Fincantieris föregångare hör Ansaldo som grundades 1853 i Genua av Giovanni Ansaldo som Gio. Ansaldo & C.. De första åren var produktionen bred, men företaget specialiserade sig så småningom på fartygsbyggnation. Bolaget blev sedan en del av statliga IRI och verkar under namnet Leonardo S.p.A., och varvsdelen blev en del av Fincantieri.
Fincantieri är, efter köp av ett antal varv av STX Europe majoritetsägare i Norgebaseade Vardgruppen, som äger fem varv i Norge, två i Brasilien, två i Rumänien och ett i Vietnam.